# TR-55
TR-55发售于1955年8月，是日本电子公司索尼（时称“東京通信工業株式會社”，简称“东通工”）出品的也是日本第一台晶体管收音机。因使用当时不被看好的晶体管来代替真空管使得TR-55比早期的收音机要小很多，并使其成为日本第一台真正的便携式收音机。这款收音机的诞生也使当时成立已经十年的索尼公司的运营进入正轨。

## 制造
1955年初，东通工完成了TR-52的研发后，以岩间和夫为首的半导体产品开发组技术骨干紧接着就投入了换代机TR-55的研发工作。为新增功能，设计人员在这款收音机使用了低频增压器和印刷电路板，这在当时是十分不寻常的。由于当时日本国内技术水平不足，电解技术落后，当时刚进公司不久的技术员佐田友彦负责自行钻研印刷电路技术。TR-55重约56克，尺寸为89 x 140 x 38.5毫米，由4颗AA电池供电，而当时所使用的广告语也是“如今收音机已经不应该再需要电源线了。家庭用的收音机也都应该全部变成TR型机。您可以将TR型机放在你所喜欢的任何地方……”。吸取了前代产品TR-52的失败经验，TR-55的机身上首次使用了冲孔铝制扬声器格栅。TR-55使用了五个晶体管，它们均由索尼自己开发和制造。出于这个目的，索尼从贝尔实验室处取得了相关的技术授权。丽晶曾于更早的时候发布过一款晶体管收音机，但其使用了购买自德州仪器的晶体管，这使得索尼成为第一家能够从零开始制造晶体管收音机的公司。为解决晶体管性能参差不齐的问题，索尼为TR-55制作了12种不同的振荡用线圈，分别用来针对不同振荡性能的晶体管。

## 营销
在此之前，东通工的主营产品是磁带录音机，而将TR-55定位为仅次于它的产品。为此，索尼在东京和大阪分别设立了专门负责销售的公司来推进TR-55的销售。虽然TR-55号称是“日本第一台晶体管收音机”，但由于当时市场上大量都是真空管收音机，所以TR-55的销量在一开始并不十分好。最终，大阪分部的儿玉武敏想出将TR-55作为日本棒球联赛的奖品奖励给在比赛中完成本垒打的人，才使TR-55以不算太大的代价打开了市场。

## 不同说法
索尼官方网站以及部分其他来源均将TR-55称为“日本第一台晶体管收音机”，但也有来源将其称为“世界第一台晶体管收音机”。部分来源也将TR-52称为索尼以及日本的第一台晶体管收音机，但在索尼官方网站以及部分书籍中称其为TR-55的前代产品，但并未将其定义为“日本第一台晶体管收音机”。

## 脚注